# キョードー東京
株式会社キョードー東京（キョードーとうきょう）は、東京都を中心に、関東地方で展開しているイベント興行会社。また、同社を中心とするキョードーグループの中核会社のことである。

## 歴史
1953年に永島達司がプロモート会社として「新々プロダクション」を設立、翌1954年に内野二朗が経理担当として入社。以来、日本人歌手のマネジメントと並行して海外のアーティストを招聘してプロモートを行う。1957年には社名を「和栄プロダクション」へ、次いで「協同企画」へ変更。このころ嵐田三郎（現会長）が入社。
1959年からは赤坂の有名ナイトクラブニューラテンクォーターのショーのプロデュースを手掛け始める。ニューラテンクォーターの経営に携わった岩宮尊・野上宏・吉田彦太郎は、戦前から上海で児玉誉士夫の部下として、児玉機関で活動していた。永島達司・内野二朗・嵐田三郎は、これをきっかけに児玉と深い繋がりを構築していく。
1962年には内野が協同企画を退社し汎芸能企画事務所を設立して、ニューラテンクォーター等ナイトクラブの"仕込み"を引き受けるようになる。汎芸能企画事務所は1964年に「協同企画エージェンシー」に社名を変更。永島の協同企画と業務分担して、招聘を永島が、興業取り仕切りを内野が担当するようになる。
1965年にはモンキー・ダンスに注目し、ゴーゴークラブの先駆けとなる「ゴー・ゴー・ア・モンキー」を企画。オープニングにはザ・ベンチャーズとアストロノウツが出演し話題を呼んだ。キョードー東京は舞台美術や照明、音響効果に経費を惜しまずどんどん新しいものを取り入れていった。
1966年にはビートルズの来日公演を日本武道館で行い、マスコミの注目を集める。
1968年、スポーツ部門を設立し、嵐田三郎を長とし、4月にアメリカ西海岸で流行していたローラーゲームを東京12チャンネルでレギュラー放映をスタート。続いて日本テレビから、TBSテレビが中継していたキックボクシングをできないかと相談があり、協同ジムを発足し、キックボクシング興行に参入した。日本テレビのプロデューサー・後藤達彦は嵐田と慶応義塾大学の同級生という繋がりからである。嵐田は格闘技に疎いので、内野二朗が雇っていた神村栄一に選手を手配させた。神村は大山道場出身で、共に稽古していた藤平昭雄・盧山初雄、日本拳法空手道の錦織利弘、らをスカウトした。藤平はTBSのエース・沢村忠を意識して「大沢昇」、盧山は内野二朗と嵐田三郎をあやかり「嵐五郎」、錦織は「錦利弘」と、それぞれリングネームを命名された。1968年2月、日本テレビが管理していた文京区小石川の田辺ボクシングジムを、「協同ジム」と改称して本拠地としている。
キックボクシングを先に興行していた野口修とTBSは、商道徳を逸脱して参入してきた協同と日本テレビに怒りを露わにしていた。協同は児玉誉士夫の後ろ盾を笠に着て、選手の引き抜きや興行戦争を仕掛け、挙句に会場を使用させないように営業妨害している。野口は本来なら「キックボクシング」を商標登録できていたはずが、児玉に「相応のポストを用意するから、協同の傘下に入って協力しながらやってはどうか」と説得されていた。野口は父親の時代から児玉と繋がりはあったが、児玉は協同のビジネスが拡がれば、自分の懐に更なる大金が転がり込むと考え、野口を従わせようとする。自主独立にこだわった野口だが、永島達司・内野二朗・嵐田三郎ほど児玉と近くはなく、企業力も協同に及ばないため、児玉に逆らってまで商標登録をできなかった。
1970年には「株式会社キョードー東京」に社名変更し、「ロック・カーニバル」シリーズを企画。ブラッド・スウェット・アンド・ティアーズ、シカゴなどの公演も成功させる。しかし当時のロック・スターとロック・ファンは非常に過激だった。1971年、グランド・ファンク・レイルロードの後楽園球場での公演では観客が興奮で暴動寸前になり、そのあと来日したレッド・ツェッペリンの破天荒な振る舞いには広島公演で内野が倒れてしまう。ついには「コンサート会場に爆弾を仕掛けた」という悪戯電話のせいで入場者のバッグ・チェックまですることになる。バッグ・チェックの不快な光景が直接のきっかけとなって内野はエルトン・ジョン公演を最後にロック・コンサートから手を引く。これ以降、ロックスターの招聘は永島や内野とも親しかった有働誠次郎のウドー音楽事務所が扱うようになる。
1972年からは「ラブ・サウンズ」をテーマに、スポンサーや放送局、レコード店ともタイアップしてシリーズ化。ザ・ベンチャーズ、ニニ・ロッソ、ポール・モーリア、カーペンターズなどを招聘。全国の主要都市にキョードーのブランチを設けてキョードー・ネットワークを展開する（関連会社参照）。
昭和50年代からは、外タレだけではなく、日本人歌手の公演も手掛けるようになる。1976年に帰国した朱里エイコの全国ツアーを始めとし、1977年の因幡晃、1978年以降、アリス、松任谷由実、矢沢永吉、そして日本内外でのチャリティ・コンサートも企画、成功させている。1986年より、内野に代わって嵐田三郎が代表取締役を務める。
キョードー東京は上記の他にも、ダイアナ・ロス、スティーヴィー・ワンダー、レイ・チャールズ、ボストン・ポップス・オーケストラ、マイケル・ジャクソン、マドンナ、ライオネル・リッチー、ポール・マッカートニー、ジャネット・ジャクソン、ケニー・G、パット・メセニー・グループ、ホイットニー・ヒューストン、マライア・キャリー、ブリトニー・スピアーズ、バックストリート・ボーイズ、ダニエル・パウター、などの海外アーティストの招聘公演を行い、小田和正、谷村新司、井上陽水、南こうせつ、SMAP、安室奈美恵、浜崎あゆみ、宇多田ヒカル、BoA、倖田來未、L'Arc〜en〜Ciel、EXILE、藤井フミヤ、河村隆一、T.M.Revolution、葉加瀬太郎、押尾コータローなどの国内アーティストのコンサート、K-1、WWE、X-TRAIL JAM、世界フィギュアスケート選手権などのスポーツ、blast、CHICAGO、Movin'out、RENTなどの演劇、徳島市阿波おどり等のイベント委託、ミュージカル招聘などもこれまで数多く手がけている。

## 関連会社
- キョードー大阪 1969設立
- キョードー横浜 1973設立
- キョードー東北 1978設立
- キョードー北陸 1976設立
- キョードー西日本 1979設立
- キョードー東海（キョードー名古屋 1976設立）
- キョードー札幌 1976設立
- キョードーファクトリー
- キョードープロデューサーズ 2010設立
- キョードークリエイターズ